# نادي ريد ستار لكرة السلة للسيدات
نادي ريد ستار لكرة السلة للسيدات (بالصربية: ЖКК Црвена звезда)‏ هو نادي كرة سلة صربي تأسس في 1945.

## وصلات خارجية
- الموقع الرسمي